# Vittorio Brambilla
Vittorio Brambilla (n. 11 noiembrie 1937 - d. 26 mai 2001) a fost un pilot italian de Formula 1 care a evoluat în Campionatul Mondial între anii 1974 și 1980.